# Diose

Glycolaldehyde is de enige diose

Een diose is een monosacharide, die bestaat uit twee koolstofatomen en behoort tot de aldosen. Omdat de algemene chemische formule van een onbekende monosacharide (C·H2O)n is, waarin n drie of meer is, voldoet een diose niet aan de formele definitie van een monosacharide. Omdat het echter wel voldoet aan de formule (C·H2O)n, wordt het soms beschouwd als de meest eenvoudige suiker. Er bestaat slechts één mogelijke diose en dat is glycolaldehyde (2-hydroxyethanal).